# Tatjana Samojłowa
Tatjana Jewgienjewna Samojłowa (ros. Татьяна Евгеньевна Самойлова; ur. 4 maja 1934 w Leningradzie, zm. 4 maja 2014 w Moskwie) – radziecka i rosyjska aktorka. Sławę przyniosła jej rola w filmie Lecą żurawie (1957), nagrodzona na Festiwalu Filmowym w Cannes.

## Życiorys
Ojcem Samojłowej był popularny rosyjski aktor filmowy Jewgienij Samojłow (1912–2006), a matką Zinaida Iliniczyna Lewin (1914–1995), polska Żydówka. Matka z wykształcenia i zawodu była inżynierem elektromechanikiem, ale posiadała duże zdolności pianistyczne i zamiłowanie do sztuki.
W 1937 rodzina przeniosła się do Moskwy, gdzie Samojłowa ukończyła studio baletowe w moskiewskim Teatrze Muzycznym im. K. Stanisławskiego i W. Niemirowicza-Danczenki, gdzie osiągała doskonałe wyniki, tak dobre, że ówczesna rosyjska primabalerina Maja Plisiecka proponowała jej kontynuację nauki w studium baletowym przy „Teatrze Bolszoj”. Wybrała jednak aktorstwo.
W latach 1953–1956 uczyła się aktorstwa w Instytucie Teatralnym im. Borysa Szczukina. Tam poznała swojego przyszłego męża, aktora Wasilija Łanowoja (małżeństwo trwało sześć lat). Wtedy też zagrała Marię w Meksykaninie, ekranizacji opowiadania Jacka Londona. Dwa lata później zagrała Weronikę w głośnym filmie Lecą żurawie Michaiła Kałatozowa, za którą otrzymała nagrodę specjalną na międzynarodowym festiwalu filmowym w Cannes, a sam film uzyskał „Złotą Palmę” (film trafił tam dzięki sugestii ówczesnego młodego francuskiego operatora – Claude'a Leloucha, który przez dwa dni uczestniczył w jego kręceniu jako asystent reżysera). Inną ważną rolą w jej dorobku ekranowym była rosyjska adaptacja powieści Lwa Tołstoja Anna Karenina w ekranizacji Aleksandra Zarchi z 1967 roku. Pomimo doskonałej gry Samojłowej i zwrócenia na niego uwagi przez zachodni świat filmowy, obraz nie odniósł takiego sukcesu, jak Lecą żurawie z powodu niekorzystnych stosunków międzynarodowych pomiędzy „wschodem” i „zachodem” w 1968 roku.
W połowie lat 70. XX w. zniknęła z ekranu, by po dłuższej przerwie pojawić się znowu w 2000. W ostatnich latach życia żyła w skrajnej biedzie.
Zmarła w 2014 roku. Została pochowana na Cmentarzu Nowodziewiczym w Moskwie.
Miała brata i syna, który w 1995 r. wyjechał do USA, tam ożenił się z Amerykanką poznaną w Moskwie, z którą ma córkę – Tatianę.
Do końca życia przyznawała się do swojego żydowskiego pochodzenia, chociaż nie zajmowała wyraźnego stanowiska wobec problemów tej społeczności w ZSRR. Pod koniec życia przeszła na prawosławie.

## Wybrana filmografia
- 1955: Meksykańczyk (Мексиканец) jako Maria[5]
- 1957: Lecą żurawie (Летят журавли) jako Weronika[5]
- 1959: Niewysłany list (Неотправленное письмо) jako Tania[5]
- 1960: Leon Garros szuka przyjaciela (Леон Гаррос ищет друга) jako Natasza[5]
- 1961: Alba Regia (Альба Регия)
- 1964: Oni szli na Wschód (Они шли на восток) jako Sonia[5]
- 1967: Anna Karenina  (Анна Каренина) jako Anna Karenina[5]
- 1967: Żołnierze bez mundurów (Солдаты без мундиров)
- 1972: Miasto na Kaukazie (Город на Кавказе)
- 1972: Długa droga krótkiego dnia (Длинная дорога в короткий день) jako Jekatierina Zołotarienko[5]
- 1973: Nie ma powrotu (Возврата нет) jako Nastiura[5]
- 1974: Ocean (Океан) jako Masza[5]
- 1975: Brylanty dla dyktatury proletariatu (Бриллианты для диктатуры пролетариата)
- 2000: 24 godziny (Двадцать четыре часа)
- 2004: Moskiewska saga (Московская сага) – serial TV
- 2004: Сен-Жермен

## Nagrody
- Nagroda na MFF w Cannes Nagroda specjalna: 1958 Lecą żurawie